# Нова Мар'ївка
Нова́ Ма́р'ївка (Ноє-Марієнталь, Новомарієнталь) — село в Україні, у Бойківській громаді Кальміуського району Донецької області. Населення становить 175 осіб.

## Географія
На північно-східній околиці села бере початок Балка Корнєєва.

## Загальні відомості
Відстань до центру громади становить близько 8 км і проходить переважно автошляхом Т 0512.
Перебуває на території, яка тимчасово окупована російськими терористичними військами. За рішенням ВР України Про зміни в адміністративно-територіальному устрої Донецької області нині перебуває на межі Бойківського та Волноваського районів.

## Історія
Лютеранське село, засноване 1877 року під назвою Ноє-Марієнталь. Лютеранські приходи Ґрунау та Розенфельд. Землі 1218 (1915 р. 28 подвір'їв). Вітряк, цегельний завод. Початкова школа.
7 (20) листопада 1917 року, відповідно до Третього Універсалу Української Центральної Ради, увійшло до складу Української Народної Республіки.  

## Населення
| Рік  | Кількість мешканців |
| ---- | ------------------- |
| 1915 | 351                 |
| 1918 | 176                 |
| 1924 | 221                 |

За даними перепису 2001 року населення села становило 175 осіб, із них 36,57 % зазначили рідною мову українську, 57,71 % — російську, 4,57 % — грецьку та 0,57 % — німецьку.